# Castelo de Riba de Santiuste
O Castelo de Riba de Santiuste (em castelhano: Castillo de Riba de Santiuste) é um castelo localizado em Siguença, Espanha. Foi declarado Bem de Interesse Cultural em 1992. O castelo foi reconstruído duas vezes: no século XV pela primeira vez e no século XIX, depois de ter sido parcialmente destruído.